# 弦楽四重奏曲第12番 (ドヴォルザーク)

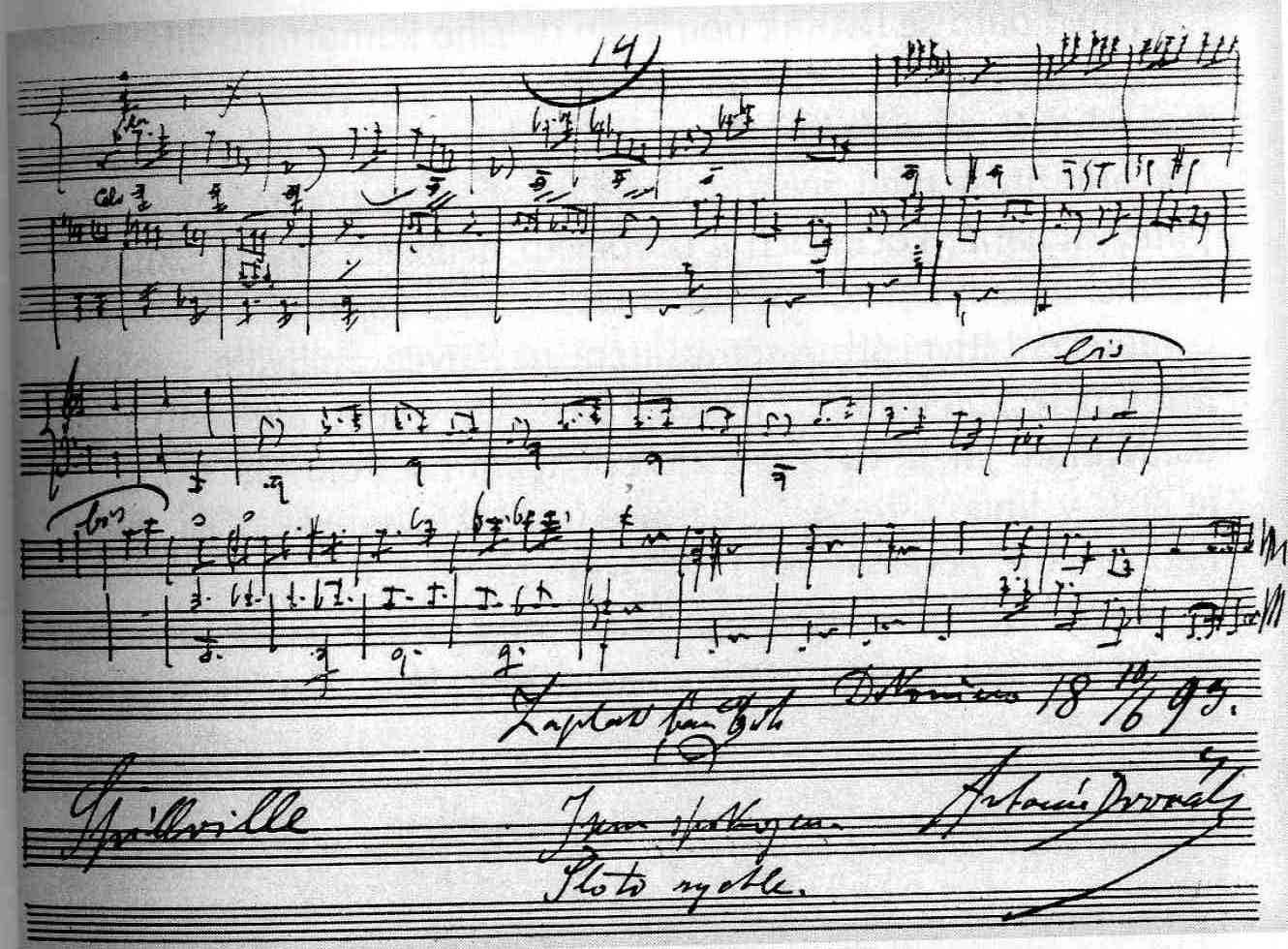
自筆譜の最後のページ。

弦楽四重奏曲第12番 ヘ長調 作品96, B. 179 は、アントニン・ドヴォルザークが1893年に作曲した弦楽四重奏曲。ドヴォルザークの室内楽作品の中でも最も親しまれている作品のひとつであり、一般に『アメリカ』（ "American" ）の愛称で親しまれている。

## 作曲の経緯
1892年9月、ドヴォルザークはニューヨーク・ナショナル音楽院の院長としてアメリカに渡った。彼は黒人霊歌やアメリカ先住民達の歌に興味を持ち、黒人霊歌の編曲者で歌手であったハリー・サッカー・バーレイを自宅に招いて歌を歌ってもらったり、大衆的な歌謡ショーであるミンストレル・ショーのためにスティーブン・フォスターが作曲した歌曲にも興味を持っていた。こうした音楽が彼のアメリカ時代の作品には大きな影響を与えている。その代表作が前作の『交響曲第9番 ホ短調《新世界より》』（作品95, B. 178）であり、本作であり、後に書かれる『チェロ協奏曲 ロ短調』（作品104, B. 191）である。
彼は、1893年5月に『交響曲第9番《新世界より》』を書き上げ、アメリカでの最初の夏期休暇を、チェコからの移民が多く住んでいたアイオワ州スピルヴィル(en)で過ごすことにした。音楽院でヴァイオリンを学んでいた学生ヨゼフ・ヤン・コヴァリックの父親の家に招かれたのであった。この地でくつろいだドヴォルザークは、コヴァリック一家が演奏するためにこの作品を驚くべき速度で作曲した。1893年6月8日に着手するとわずか3日間でスケッチを終え、6月23日には完成させていた。
初演は1894年1月1日に、クナイゼル弦楽四重奏団（en）によってボストンで行われた。

### 愛称の由来
『アメリカ』という愛称はドヴォルザーク自身の命名ではなく、本作がアメリカ滞在中に作曲され、黒人霊歌やアメリカ先住民達の歌から着想を得ていることが由来であるが、ドヴォルザーク自身は本作について「アメリカで書かれた2番目の作品である」とコメントを遺している。また、『アメリカ』という愛称が定着する前は、「黒人」を意味する『ニグロ』（ "Negro" ）や『ニガー』（ "Nigger" ）といった愛称で呼ばれていたが、この単語は黒人への蔑称としても使用されてきたため、1950年代頃に廃止された。

## 曲の構成

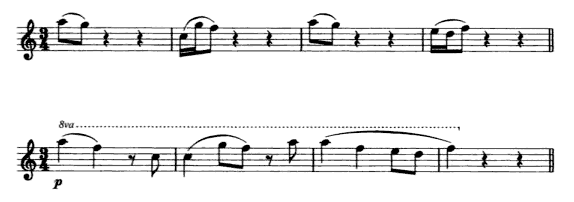
ドヴォルザークがアカフウキンチョウだと信じていた鳥の鳴き声を譜面に書き記したもの（上）と、その鳴き声を引用した第3楽章の該当箇所（下）。ただし、この鳥がアカフウキンチョウであるかどうかは疑わしい。

全4楽章。演奏時間は約25～30分で、これはドヴォルザークの弦楽四重奏曲の中で、3楽章形式の『第4番 ホ短調』（B. 19）に次いで短い。
- 第1楽章 アレグロ・マ・ノン・トロッポ
ヘ長調、4分の4拍子、ソナタ形式。
2小節の前奏の後、ヴィオラが第1主題を奏で、この主題は全曲中最も重要な主題である。
お使いのブラウザーでは、音声再生がサポートされていません。音声ファイルをダウンロードをお試しください。
その後、第1ヴァイオリンが第2主題を奏でる。
お使いのブラウザーでは、音声再生がサポートされていません。音声ファイルをダウンロードをお試しください。
この第2主題はイ長調で現れるため、原調のヘ長調からは遠いように見えるが、決して遠すぎる調ではなく、すでに26小節目からイ短調で準備されている。
第2主題の旋律の7小節目では、F♯音がF音に戻っているが、これはいわゆるジャズで用いられる「ブルー・ノート」と呼ばれるものであり、ブラックミュージック（黒人音楽）の旋律の特長である。

- 第2楽章 レント
ニ短調、8分の6拍子、三部形式。
感動的な緩徐楽章である。第1楽章と同様に、2小節の前奏の後、第1ヴァイオリンが美しく感傷的な主題を歌う。
お使いのブラウザーでは、音声再生がサポートされていません。音声ファイルをダウンロードをお試しください。
同じ旋律をチェロの高音で綿々と歌った後、19小節目から第2の旋律が現れるが、これは第2主題というほどのものではなく、いわば主題のひとつの余波ともいうべき軽い意味のものである。

- 第3楽章 モルト・ヴィヴァーチェ
ヘ長調、4分の3拍子、三部形式。
スケルツォ楽章であり、第2ヴァイオリンとチェロがオクターヴの強奏でいきなり主題を奏でる。
お使いのブラウザーでは、音声再生がサポートされていません。音声ファイルをダウンロードをお試しください。
前の2楽章で現れた主題は黒人音楽に影響を受けたものであったが、この主題はおそらくドヴォルザークの故郷であるボヘミアの農民舞曲から影響されて書いたものと考えられる。
ドヴォルザークがアカフウキンチョウだと信じていた鳥の鳴き声を譜面に書き記したもの（上）と、その鳴き声を引用した第3楽章の該当箇所（下）。ただし、この鳥がアカフウキンチョウであるかどうかは疑わしい。
また、21小節目から第1ヴァイオリンの高音によって奏でられる旋律はドヴォルザークがアイオワ州スピルヴィルで聴いた鳥の鳴き声を引用している（1950年代にイギリスの音楽学者が、この鳥をアカフウキンチョウの鳴き声だと特定したが、アメリカの鳥類学者であるテッド・フロイド（Ted Floyd）は2016年に、ドヴォルザークが引用した鳥はアカフキンチョウではない可能性が高いことを示し、その代わりに、この鳥はおそらくアメリカ産の別の鳴き鳥であるアカメモズモドキであったと推測している[7]）。
中間部はヘ短調で、主部から派生した主題を用いて構成されている。
お使いのブラウザーでは、音声再生がサポートされていません。音声ファイルをダウンロードをお試しください。

- 第4楽章 フィナーレ：ヴィヴァーチェ・マ・ノン・トロッポ
ヘ長調、4分の2拍子、大ロンド形式。
最終楽章は「A-B-A-C-A-B-A」という伝統的な大ロンド形式で書かれており、冒頭で特徴的なリズムで始まる4小節の前奏が置かれているが、このリズムはドヴォルザークがアメリカ旅行中に乗った機関車が、線路上を走る際にチャグ音を鳴らすのを聞いた経験から着想を得たものといわれている[8]。
お使いのブラウザーでは、音声再生がサポートされていません。音声ファイルをダウンロードをお試しください。
その後、第1ヴァイオリンによって旋律が奏でられるが、
お使いのブラウザーでは、音声再生がサポートされていません。音声ファイルをダウンロードをお試しください。
この旋律は第1楽章のはじめに登場した旋律の一部分から発展させたもので、終楽章のはじめにまず第1楽章を回想させるという老練な手法である。
また、24小節目までは導入部であり、25小節目からA主題（ロンド主題）のリズムが始まる。
お使いのブラウザーでは、音声再生がサポートされていません。音声ファイルをダウンロードをお試しください。
29小節目と31小節目に2回、断片的な旋律が現れ、
お使いのブラウザーでは、音声再生がサポートされていません。音声ファイルをダウンロードをお試しください。
33小節目から第1ヴァイオリンが2回繰り返しA主題（ロンド主題）を奏でるが、
お使いのブラウザーでは、音声再生がサポートされていません。音声ファイルをダウンロードをお試しください。
1回目の終わりはイ短調に転じ、2回目の終わりはハ長調に転じるのが興味深い。
69小節目からB主題が変イ長調で始まるが、この箇所での急な転調は気分転換に効果的である。
お使いのブラウザーでは、音声再生がサポートされていません。音声ファイルをダウンロードをお試しください。
次に、123小節目からA主題が再現され、146小節目で導入部旋律を使った小結尾が始まる（すなわち、以上で小さな三部形式の楽曲を終結する）。
179小節目からはC主題（大三部形式の中間部にあたる箇所）が始まり、ここでは気分が一転し、静かな哀歌の合唱となる。
お使いのブラウザーでは、音声再生がサポートされていません。音声ファイルをダウンロードをお試しください。
その後、219小節目からテンポが元に戻り、234小節目で三たびA主題が現れるが、その後半では変ニ長調となり、若干の経過的転調の後、280小節目から終結部に突入する。